# 시미엔 국립공원
시미엔 국립공원(Simien National Park)은 에티오피아 북부 암하라주 시미엔 곤다르 지역에 위치한 국립공원으로 시미엔산맥을 구성하는 여러 산으로 이루어져 있다. 에티오피아의 유네스코 자연유산으로 지정되어 있다.

## 형성
시미엔 국립공원을 형성하는 시미엔 산맥의 여러 산들은 오랜 세월을 거쳐 침식과 융기를 반복하였으며 반복적인 침식 작용으로 에티오피아고원에 들쭉날쭉한 많은 산봉우리를 형성하였다. 반복적인 침식 작용은 봉우리 뿐만 아니라 깊은 계곡과 협곡, 가파른 절벽을 만들어 냈다. 시미엔 산맥은 고도 4400m대의 험준한 산맥으로 최고봉은 라스다셴산(4550m)이다. 라스다셴산과 브와힛산(4437m)을 비롯한 여러 산으로 이루어져 있다. 이 지역에서는 2000년전부터 농업이 이루어졌다.

## 자연유산 등재
시미엔 국립공원은 1969년 에티오피아의 국립공원으로 개장하였으며, 자연의 가치와 멸종 위기의 희귀 동식물의 서식지임이 높이 평가되어 1978년 에티오피아의 자연유산에 등재되었다. 시미엔 국립공원에는 에티오피아늑대와 희귀 염소인 왈리아아이벡스를 비롯해 겔라다개코원숭이, 스라소니, 수염독수리 등 희귀 동물들이 서식한다.
1996년 도로의 건설과 과도한 가축 방목 및 농지 개발, 왈리아아이벡스 등의 대형 포유류의 개체수 감소로 인해 위험에 처한 세계유산으로 분류되었다. 세계유산위원회는 2017년 7월 4일, 공원 내의 간선도로의 교통난을 완화하고 대체도로를 건설하겠다는 에티오피아 정부의 약속을 받아들여 위험에 처한 세계유산 목록에서 삭제하였다.

## 등재 기준
- VII. 특별한 자연미와 심미적 중요성을 지닌 빼어난 자연 현상이나 지역.
- X. 과학적 또는 보전적 관점에서 뛰어난 보편적 가치가 있는 멸종 위기종을 포함하는 곳을 비롯하여, 생물 다양성의 현장보전을 위해 가장 중요하고 의미있는 자연 서식지.

## 같이 보기
- 에티오피아의 세계유산